# تيار مستحث عبر المغناطيسية الأرضية

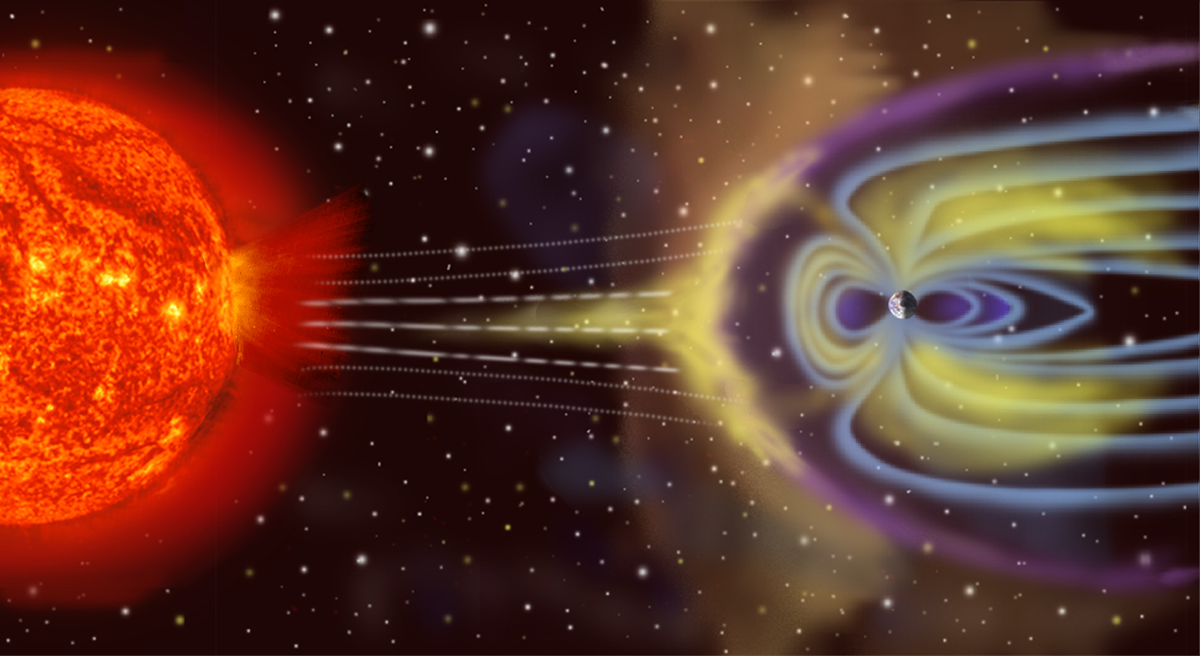
انزياح الجسيمات المشحونة الآتية مع الريح الشمسي بعيدا عن الأرض تحت التأثير الواقي لمجالها المغناطيسي

تيار مستحث عبر المغناطيسية الأرضية أو التيار المستحث جيومغناطيسياً ت. م. ج. هو تيار كهربائي شبه مستمر يتولد على سطح الأرض بسبب تفاعل التغيير في الحقل المغناطيسي للأرض مع العواصف الشمسية. تتسبب تيارات ت.م.ج. بأعطال في كثير من أنظمة البنية التحية وخاصة شبكات النقل الكهربائية والأتصالات وخطوط الأنابيب الطويلة وذلل بسبب سريان هذه التيارات من الأرض وإلى هذا الانظمة.
من أشهر الأحدات المرتبة بال ت.م.ج. هي الانقطاع التام للكهرباء عن مقاطعة كيبك الكندية في 13 مارس 1989 حيث تسبب التيار المتولد من العاصفة الشمسية بتعطيل شبكة النقل الكهربائية لمدة تسع ساعات.

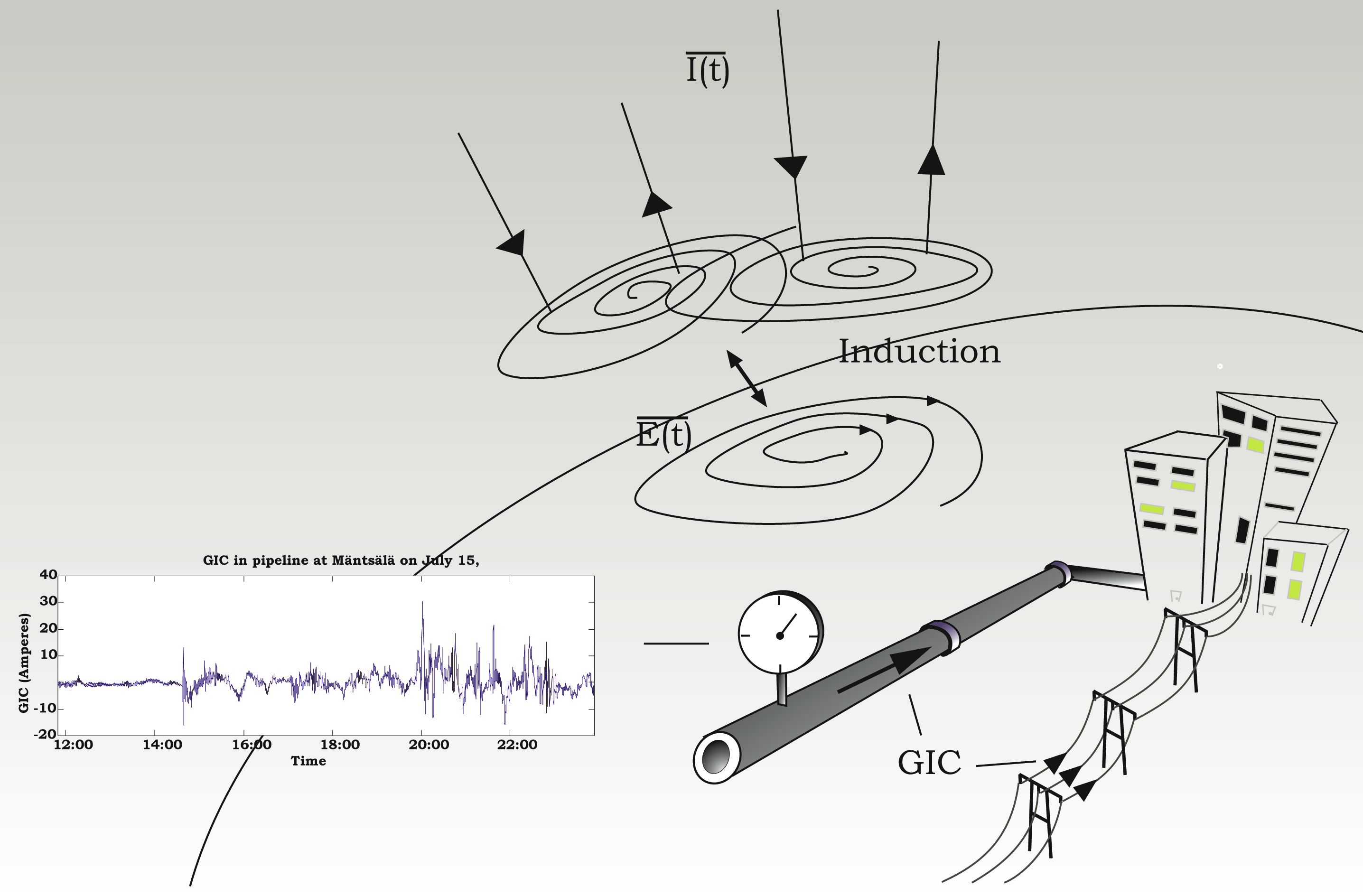
تولد ت.م.ج
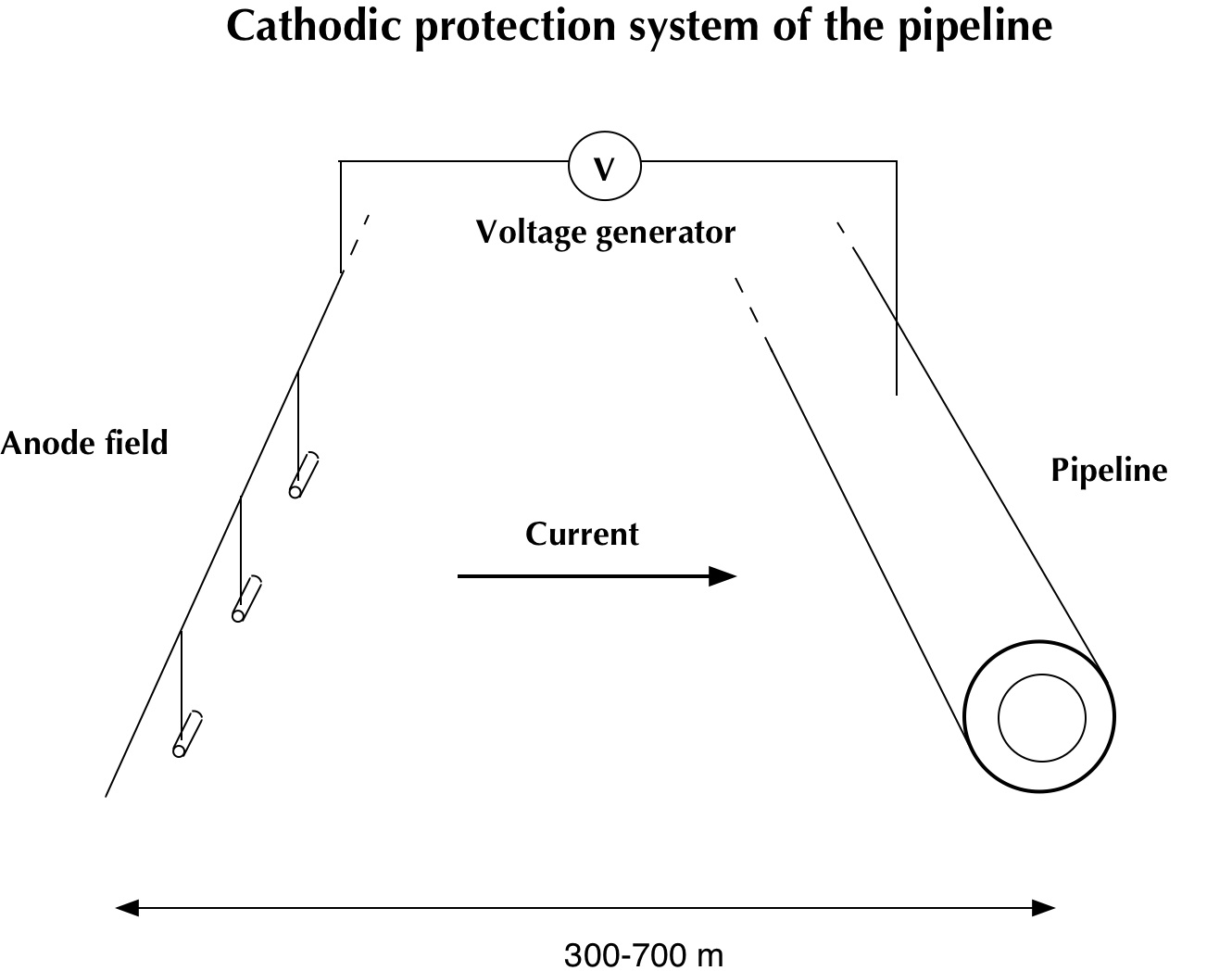
ت.م.ج والحماية الكاثودية